# بيتر فلتشيك
بيتر فلتشيك (بالتشيكية: Petr Vlček)‏ هو لاعب كرة قدم تشيكي في مركز الدفاع، ولد في 18 أكتوبر 1973 في ماريانسكي لازني في جمهورية التشيك. شارك مع منتخب جمهورية التشيك تحت 21 سنة لكرة القدم ومنتخب جمهورية التشيك لكرة القدم. أما مع النوادي، فقد لعب مع ستاندارد لييج وسلافيا براغ وفيكتوريا بلزن ونادي بانيونيوس.

## وصلات خارجية
- بيتر فلتشيك على موقع الاتحاد الدولي (مؤرشف)  (الإنجليزية)
- بيتر فلتشيك على موقع الاتحاد التشيكي (الإنجليزية)
- بيتر فلتشيك على موقع قاعدة بيانات كرة القدم.إي يو (الإنجليزية)
- بيتر فلتشيك على موقع ناشيونال فوتبول تيمز (الإنجليزية)
- بيتر فلتشيك على موقع Soccerway.com (الإنجليزية)